# Belye rossy
Pour plus de détails, voir Fiche technique et Distribution.
Belye rossy (Белые росы) est un film soviétique réalisé par Igor Dobrolioubov, sorti en 1983.

## Fiche technique
- Titre original : Белые росы
- Titre français : Belye rossy[1]
- Réalisation : Igor Dobrolioubov
- Scénario : Alexeï Doudarev
- Photographie : Grigori Massalski
- Musique : Yan Frenkel
- Pays d'origine : URSS
- Format : Couleurs - 35 mm - Mono
- Genre : Comédie dramatique
- Durée : 84 minutes
- Date de sortie : 1983

## Distribution
- Vsevolod Sanaev : Fedos Khodas
- Boris Novikov : Timofeï
- Nikolaï Karatchentsov : Vaska Khodas
- Mikhaïl Kokchenov : Sachka Khodas
- Guennadi Garbouk : Andreï Khodas
- Galina Polskikh : Marossia
- Natalia Khorokhorina : Verka
- Stanislav Sadalski : Michka Kissel
- Stefania Staniouta : Maria
- Irina Egorova : Irina
- Alexandre Bespalyï : Michka